# Gustaf Daniel Björck
Gustaf Daniel Björck, född 30 maj 1806 i Kristine församling i Göteborg, död 3 januari 1888 i Domkyrkoförsamlingen i Göteborg, var biskop i Göteborgs stift 1856–1888 (som sådan också självskriven ledamot i prästeståndet vid riksdagarna 1856/58, 1859/60, 1862/63 och 1865/66) och ledamot av första kammaren för Göteborgs och Bohus län 1867.

## Biografi
Efter studier vid Göteborgs gymnasium blev Björck student vid Uppsala universitet 1822 och erhöll där filosofie magistergrad 1833. Efter sina studier valde Björck kyrkans tjänst och lät prästviga sig i Stockholm 1834. Redan 1832 hade han blivit anställd som kollega vid Göteborgs lärdomsskola och tjänstgjorde efter sin prästvigning som pastorsadjunkt vid Göteborgs domkyrka. Han utnämndes 1842 till kyrkoherde i Uddevalla efter Magnus Ullman.
På grund av vacklande hälsa sökte han en mindre ansträngande verksamhetskrets. Han erhöll adjunkturen i pastoralteologi vid Uppsala universitet och tillträdde den 1853. År 1856 utnämndes han till biskop i Göteborgs stift samt kyrkoherde i Tölö prebendepastorat. Han deltog i de sista ståndsriksdagarna och talade för representationsförändringen. Inom sitt stift bidrog han till upprätthållande av schartauanismen, men gjorde sig inte känd som någon fanatiker.
Förutom sitt arbete som universitetets lärare utgav Björck i Uppsala månadsbladet Pastoral-Tidning 1854–1856. Han författade och utgav dessutom som biskop Bibliskt-Lutherskt Veckoblad 1861. År 1860 erhöll Björck teologie doktorsgrad.

## Familj
Björck var son till gymnasielektorn Elias Daniel Björck och Elisabet Ulrika Santesson, som var syster till Berndt Harder Santesson. Han gifte sig den 10 april 1832 med Sofia Elisabet Pripp, dotter till klockaren vid Tyska kyrkan, Peter Jacob Pripp och Maria Margareta Svensson. Makarna Björck fick tillsammans sex barn, Ida, Elise, Ernst, Ludvig, Carl och Amalia. Genom dottern Elise blev han morfar till Elis och Gustaf Daniel Heüman samt till Carl Heuman och genom dottern Amalia morfar till Harald, Georg och Carl-Mårten Fleetwood. Björck ligger begraven på Örgryte gamla kyrkogård.